# Tinea sphenocosma
Tinea sphenocosma is een vlinder uit de familie van de echte motten (Tineidae) De wetenschappelijke naam van de soort werd in 1919 gepubliceerd door Edward Meyrick.